# Toegyewon-eup
Toegyewon-eup (koreanska: 퇴계원읍) är en köping i kommunen Namyangju i  provinsen Gyeonggi i den norra delen av Sydkorea, 17 km nordost om huvudstaden Seoul.